# Caenolampis robertsi
Caenolampis robertsi är en insektsart som beskrevs av Marius Descamps 1978. Caenolampis robertsi ingår i släktet Caenolampis och familjen Romaleidae. Inga underarter finns listade i Catalogue of Life.